# Anselme Payen

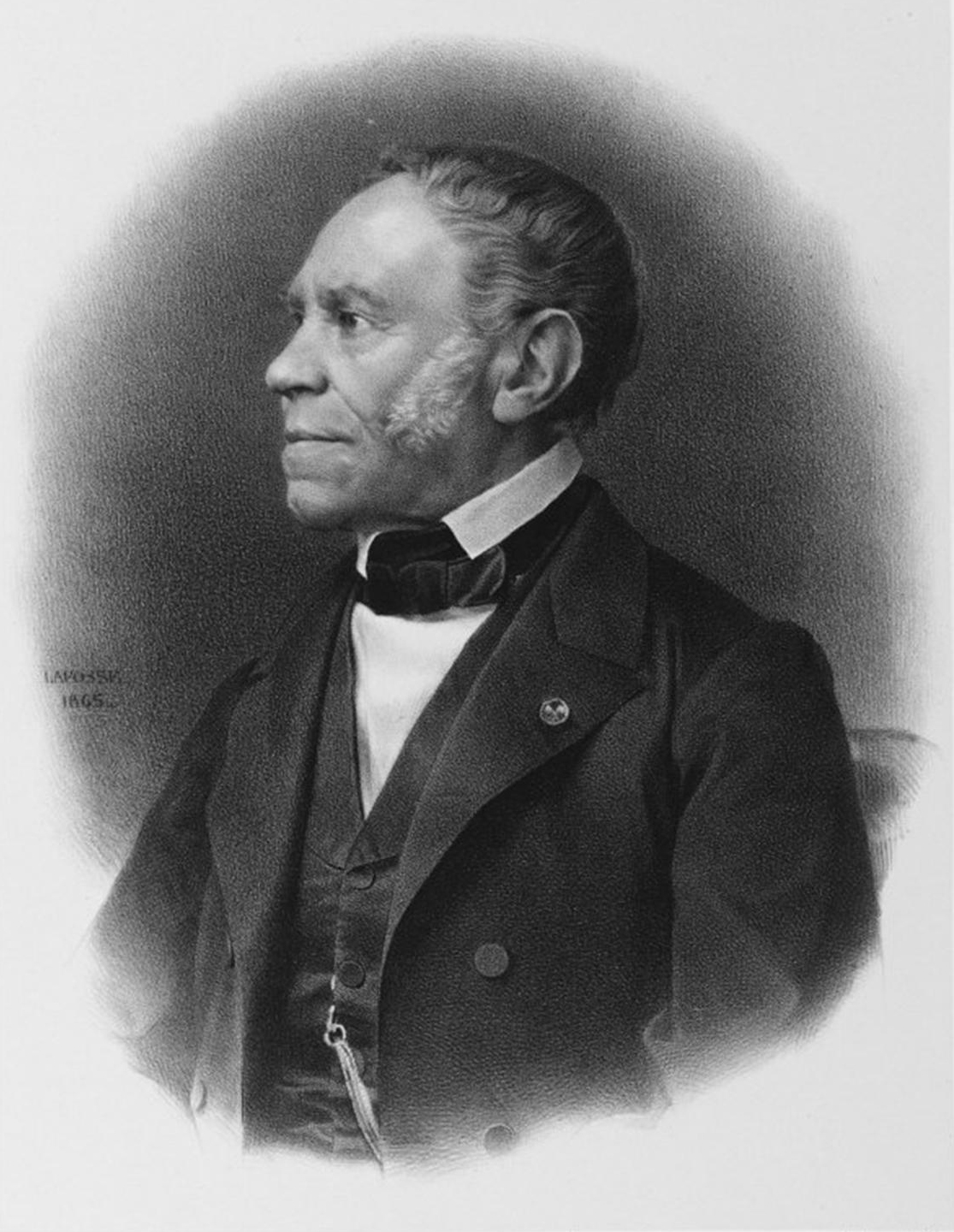
Anselme Payen

Anselme Payen (* 17. Januar 1795 in Paris; † 13. Mai 1871 ebenda) war ein französischer Chemiker. Er synthetisierte Borax, isolierte das erste Enzym und entdeckte und analysierte die Zellulose.
Payens Vater Jean Baptiste Payen gründete 1792 eine chemische Fabrik in Paris (u. a. für Schwefelsäure, Ammoniumchlorid, Salzsäure, Borax, Gelatine) und später einer Rübenzuckerfabrik in Vaugirard bei Paris, als Frankreich unter Napoleon vom Zuckerimport abgeschnitten war. Payen studierte an der École polytechnique Physik, Chemie und Mathematik. 1815 trat er in die väterliche Fabrik ein und übernahm beide Werke (die chemische Fabrik und die Rübenzuckerfabrik) nach dem Tod des Vaters 1820. 1829 wurde er Professor für industrielle und landwirtschaftliche Chemie an der École Centrale des Arts et des Manufactures und 1839 zusätzlich Professor am Conservatoire des Arts et Métiers in Paris, ebenfalls für Angewandte Chemie. Beide Professuren hatte er bis zu seinem Tod. Am 10. Januar 1842 wurde er Mitglied der Académie des sciences.
Während der Borax in seiner Fabrik vorher aus dem Orient als natürliches Mineral importiert wurde und nur gereinigt wurde, erfand er einen Syntheseweg für Borax aus Natronlauge und toskanischer Borsäure. Da man damals nicht an reine Chemikalien gewohnt war, musste er das Produkt nachfärben. Er konnte das künstliche Produkt viel billiger anbieten als die Importe und brach damit ein Monopol der Niederlande.
Er entdeckte auch eine neue Methode zur Reinigung von Zucker (Entfärben mit Tierkohle, die er in die Zuckerindustrie einführte), erfand ein Decolorimeter (um die Entfärbung der Zuckerlösungen zu messen) und die Reinigung von Stärke und Ethanol aus Kartoffeln (beschrieben in einem Buch 1826 für das er die Goldmedaille der französischen Landwirtschaftlichen Gesellschaft erhielt) sowie eine Methode zum Nachweis von Stickstoff.
Payen wurde vor allem bekannt durch die Entdeckung des ersten Enzyms, Diastase (alpha-Amylase zum Abbau von Stärke in Glucose), das er 1833 mit dem Chemiker und Pharmazeuten Jean-Francois Persoz (1805–1868) beschrieb.
Er untersuchte die Zusammensetzung von Holz und gewann daraus mit Salpetersäure und Natronlauge einen Stoff, den er Zellulose (les cellules) nannte. Er identifizierte ihn auch in Baumwolle und zerlegte ihn mit Schwefelsäure in Zucker (Glucose). Er fand, dass Zellulose die gleiche prozentuale Zusammensetzung aus Wasserstoff, Kohlenstoff, Sauerstoff hatte wie Stärke. Er fand auch andere Bestandteile des Holzes wie Lignin, das er noch als Gemisch ansah und eingelagerte Substanz nannte. Über die Holzzusammensetzung entstand ein Streit mit Edmond Frémy und Otto Linné Erdmann.
Er heiratete 1821. Von seinen Kindern erreichte nur eines das Erwachsenenalter. Er war Offizier und später Kommandeur der Ehrenlegion.